# Mont-Sainte-Geneviève
Mont-Sainte-Geneviève (wa. Mont-Sinte-Djenvire) – dzielnica (section) gminy Lobbes w Belgii, w Regionie Walońskim, w prowincji Hainaut, w okręgu Thuin. 1 stycznia 2020 roku liczyła 647 mieszkańców. Do 31 grudnia 1976 r. samodzielna gmina. 

## Demografia
Liczba mieszkańców, stan na 1 stycznia:
| Rok                | 1930 | 1947 | 1961 | 2020 |
| ------------------ | ---- | ---- | ---- | ---- |
| Liczba mieszkańców | 450  | 428  | 406  | 647  |